# ジナイダ・スタルスカヤ
ジナイダ・スタルスカヤ（Zinaida Stahurskaya、1971年2月9日 - 2009年6月25日）は、ベラルーシのヴィーツェプスク出身の女子自転車競技選手。
2000年のロードレース世界選手権でチャンピオンとなった経験を持つ他、ドーピング検査で陽性の結果が出たことがある。
2009年6月25日、ヴィチェプスクにてトレーニング中のところをロシア車によりはねられ、ただちに病院へと搬送されたものの、集中治療室での手術もむなしく死亡した。当時彼女は妊娠しており、イタリアに住んでいたが地元に帰った矢先での交通事故であった。